# جليل أوكافور
جليل اوكافور (بالإنجليزية: Jahlil Okafor)‏ مواليد 15 ديسمبر 1995 في فورت سميث، هو لاعب كرة سلة محترف أمريكي بدأ مسيرته الاحترافية في سنة 2015 حيث تم اختياره من قبل فريق فيلادلفيا سفنتي سيكسرز خلال الدرافت، يلعب مع فريق فيلادلفيا سفنتي سيكسرز في الرابطة الوطنية لكرة السلة كلاعب وسط ويحمل الرقم 8. يبلغ طوله 6 قدم 11 بوصة (2.1 م).

## إحصائيات المسيرة

### الموسم الاعتيادي
| السنة   | الفريق                 | لعب | بدأ | دقيقة | ميداني% | ثلاثية | حرة  | ارتداد | صنع | استلاب | تصدي | نقطة |
| ------- | ---------------------- | --- | --- | ----- | ------- | ------ | ---- | ------ | --- | ------ | ---- | ---- |
| 2015–16 | فيلادلفيا سفنتي سيكسرز | 53  | 48  | 30.0  | .508    | .167   | .686 | 7.0    | 1.2 | .4     | 1.2  | 17.5 |
| المسيرة |                        | 53  | 48  | 30.0  | .508    | .167   | .686 | 7.0    | 1.2 | .4     | 1.2  | 17.5 |

## روابط خارجية
- جليل أوكافور على موقع الاتحاد الدولي لكرة السلة (الإنجليزية)
- جليل أوكافور على موقع إن بي أي (الإنجليزية)
- جليل أوكافور على موقع سبورتس رفرنس (الإنجليزية)
- جليل أوكافور على موقع كرة السلة الأوروبية.كوم (الإنجليزية)
- جليل أوكافور على موقع DraftExpress.com (الإنجليزية)
- جليل أوكافور على موقع إي إس بي إن.كوم (الإنجليزية)
- جليل أوكافور على موقع كلية كرة السلة في سبورتس رفرنس.كوم (الإنجليزية)
- جليل أوكافور على موقع ريلجم (الإنجليزية)
- جليل أوكافور على موقع بروبوليرز (الإنجليزية)
- جليل أوكافور على موقع سبورتس رفرنس (الإنجليزية)